# المشهد
ال-مشهد یک منطقهٔ مسکونی در یمن است که در استان حضرموت واقع شده‌است.